# Länsväg Z 671
Länsväg Z 671 går från Bleckåsen i Alsens socken, Krokoms kommun och Kaxås i Offerdals socken, Krokoms kommun i Jämtlands län. Länsvägen ansluter till Länsväg Z 666 i Bleckåsen och Länsväg Z 675 i Kaxås. Den passerar bl.a. Kluk och Kougsta.
Vägen färdigställdes år 1910 vad gäller sträckan från Bleckåsen till Västbacken i Kougsta. År 1912 var vägen helt klar till Kaxås.